# Delace
Delace označuje napadení dědictví na dědice, okamžik, kdy je dědic k dědictví povolán. Právní skutečnosti, které k delaci vedou, jsou tzv. delační důvody, tedy kromě smrti zůstavitele jeho závěť při testamentární posloupnosti, případně zákon při posloupnosti intestátní.
Podle § 797 a § 819 všeobecného zákoníku občanského se dědic (delát, osoba povolaná k dědictví) stal vlastníkem dědictví až na základě projednání soudem, který mu dědictví odevzdal. Před přijetím dědictví šlo podle § 547 o tzv. ležící pozůstalost, tedy fikci, že doposud patří zemřelému, a byla nabízena (deferována) delátům, kteří ji mohli buď přijmout, nebo odmítnout.
Od roku 1951 delace, nejdříve podle § 509 středního občanského zákoníku a pak podle § 460 občanského zákoníku z roku 1964, splývala s okamžikem smrti zůstavitele. Také nový občanský zákoník tuto zásadu v § 1479 zachoval.